# 특별결의
특별결의는 출석한 주주의 의결권의 3분의 2이상의 수와 발행주식총수의 3분의 1 이상의 수로써 하는 결의이다. (제434조). 특별결의사항 가운데 중요한 것으로는 정관의 변경(제434조), 자본의 감소(제438조), 회사의 합병(제522조), 회사의 분할(제530조의3 제2항), 영업의 양도, 양수(제374조), 사후설립(제375조), 이사, 감사의 해임(제385조 제1항, 제415조), 주식의 할인발행(제417조 제1항) 등이 있다.

## 같이 보기
- 보통결의
- 특수결의